# Niclas Kirkeløkke
Niclas Vest Kirkeløkke (Ringe, 26 de março de 1994) é um jogador de handebol dinamarquês.

## Carreira
Niclas Kirkeløkke é filho de Gun-Britt Kirkeløkke, que jogou muitas partidas na seleção nacional juvenil e júnior no início dos anos 1980. A irmã gêmea de Gun-Britt, Gun-Maj, também jogou 25 partidas nacionais A de 1985 a 1987. Sua irmã, Sarah Kirkeløkke, também é jogadora profissional de handebol. Niclas Kirkeløkke começou a carreira no handebol no Risøhøj Håndbold, antes de se mudar para o GOG aos 11 anos.
Em 2012, foi promovido para a equipe sênior do GOG. Participou do Campeonato Mundial de Handebol Juvenil Masculino de 2013, vencendo o torneio ao derrotar a Croácia, e foi nomeado para o time das estrelas.
Nos Jogos Olímpicos de Verão de 2024, em Paris, conquistou a medalha de ouro no torneio masculino do handebol, após vencer na final o confronto contra a equipe alemã por 39–26.